# بيلار بايير إسانت
بيلار بايير ايسانت (بالإسبانية: Pilar Bayer Isant)‏، عالمة رياضيات أسبانية، ولدت في برشلونة في 13 فبراير 1946، تعد، في عام 1967 حصلت على لقب أستاذة البيانو في المعهد القومي للموسيقى ببرشلونة، وفي عام 1968 حصلت على البكالوريوس في الرياضيات وعلم الحاسوب من جامعة برشلونة، ثم حصلت على الدكتوراه من نفس الجامعة عام 1975،وكانت ثاني امرأة تحصل على درجة الدكتوراه من الجامعة. عملت كأستاذة رياضيات بجامعة برشلونة في الفترة بين 1968 و 1975 وفي جامعة برشلونة المستقلة ما بين 1969 و 1977 وأيضا في عامي 1981 و 1982، ثم انتقلت للعمل في جامعة ريغنسبورغ من 1977 حتى 1980 حيث اكتسبت بنيه ثابتة في نظرية الاعداد، ثم انتقلت للعمل في جامعة سانتندر في عامي 1980 و 1981، وفي أواخر عام 1982 أصبحت أستاذة في علم الجبر في جامعة برشلونة، وتقاعدت في عام 2016.
قامت بإنشاء مجموعة من البحوث المهمة في نظرية الاعداد، حيث تدور منشوراتها حول وظائف زيتا والاشكال التلقائية والمشكلة التي تنعكس على نظرية جالويس لمعادلات ديوفانتاين ومنحنيات شيمورا

## بعض المنشورات
منحنيات وتطبيقات شيمورا ( 2008 )
تدريس وتعليم الرياضيات : التنويعات حول موضوع فيليكس كلاين ( 2007 )
مساهمات هنرى بوانكاريه للحساب ( 2006 ) في نشرة الجمعية الكاتالونية للرياضة
النساء والرياضيات .
لماذا تقدم الارقام اليوم ؟ الاكاديمية الملكية للعلوم (2000)

## التكريم
الاكاديمى :
الاكاديمية الملكية للعلوم والفيزياء والطبيعة بمدريد
الأكاديمية الملكية للعلوم والفنون ببرشلونة منذ عام2001
عضو في معهد الدراسات الكاتالونية

## الجوائز
في عام 1997 : وسام نارسيس مونتوريول في الجدارة العلمية والتكنولوجية لاغلبية كاتالونيا
في عام 2004 : تم تعينها بواسطة ايمى نويثر كاستاذه في جامعة غوتنغن